# زلزال ميانمار 2025
ضرب زلزال بقوة 7.7 درجات منطقة ساجينغ في ميانمار يوم 28 مارس 2025 في تمام الساعة 12:50:54 بتوقيت ميانمار الرسمي (06:20:54 بالتوقيت العالمي المنسق)، ووفقًا لتقارير من هيئة المسح الجيولوجي الأمريكية فقد بلغ عمق الزلزال 10 كم (6.2 ميل)، ومركزه الرئيسي عند الإحداثيات 22°00′47″ شمالاً و 95°55′19″ شرقاً، بالقرب من مدينة ماندالاي. بلغت شدّة الصدع المُنزلق منتهاها على مقياس ميركالي المعدل IX (عنف). وهذا أقوى زلزال يضرب البلاد منذ عام 1912. تسبَّب الزلزال في أضرارٍ جسيمةٍ في ميانمار وتايلاند المجاورة.
أدى الزلزال إلى مقتل ما يصل إلى 5330 شخصًا في ميانمار و36 في تايلاند و1 في فيتنام. أصيب ما يصل إلى 7140 شخصًا وأُبلغ عن فقدان المئات، بما في ذلك في موقع بناء مُنهار في بانكوك، والذي تجعله جيولوجيته الضحلة أكثر عرضة للموجات الزلزالية من بعيد ويزيد من قابلية المدينة للتأثر بالزلازل. اعتبارًا من 28 مارس، أعلنت السلطات حالة الطوارئ، وتتوقع ارتفاع عدد القتلى. أدّت الحرب الأهلية المتواصلة في ميانمار إلى تفاقم صعوبة الإغاثة من الكوارث. يعدّ هذا أكثر زلزال فتكًا يضرب البلاد منذ زلزال باغو عام 1930.

## الوضع التكتوني
تقع ميانمار بين أربع صفائح تكتونية، هي الصفائح الهندية والأوراسية وسوندا وبورما، والتي تتفاعل مع بعضها البعض نتيجةً لعمليات جيولوجية نشطة. وعلى طول الساحل الغربي لجزر كوكو، قبالة ساحل راخين، وحتى بنغلاديش، توجد حدود متقاربة شديدة الانحدار تُعرف باسم صدع سوندا الضخم . يُمثل هذا الصدع الكبير الحد الفاصل بين الصفيحة الهندية وصفيحة بورما. ينشأ الصدع الضخم من قاع البحر في بنغلاديش، حيث يمتد موازيًا لتلال تشين شرقًا . ويستمر هذا الحد شمال ميانمار حيث ينتهي عند جبال الهيمالايا الشرقية.
يمر صدع تحويلي بطول 1400 كيلومتر (870 ميلاً) عبر ميانمار، ويربط مركز انتشار أندامان بمنطقة تصادم في الشمال. يُسمى صدع ساجاينج ، وهو حد فاصل بين صفيحتي بورما وسوندا، حيث تنزلقان فوق بعضهما البعض بمعدل يتراوح بين 18 و49 ملم (0.71 و1.93 بوصة) سنويًا. وهو أكبر مصدر للزلازل وأكثرها نشاطًا في ميانمار، ويمر عبر أو بالقرب من المدن الرئيسية، بما في ذلك يانغون ونايبيداو وماندالاي . وقد وقعت زلازل كبيرة ومدمرة على طول الصدع في أعوام 1931 (بقوة 7.5 درجة على مقياس ريختر )، و1946 (بقوة   7.3 و7.7 درجة على مقياس ريختر)، و1956 (بقوة 7.0 درجة على مقياس ريختر)، و1991 (بقوة 6.9 درجة على مقياس ريختر)، و 2012 (بقوة 6.9 درجة على مقياس ريختر). تتفاوت شدة الزلازل على صدع ساغاينغ عبر منطقة الصدع، من 7.0 إلى 8.0 درجات بمقياس ريختر. كما تتفاوت فترات تكرارها تبعًا للموقع على طول الصدع؛ إذ تتراوح فترات عودة أجزائه الجنوبية، التي انكسرت عام 1930، بين 100 و150 عامًا، استنادًا إلى دراسات الزلازل القديمة.
لقد أثرت الزلازل المدمرة على المنطقن، ولكن هناك بحث أكاديمي محدود لفهم خصائصها الزلزالية. معظم الزلازل في ميانمار، بما في ذلك أحداث التصدع السطحي الكبيرة، ليست مفهومة جيدًا. تسبب زلزال كبير بقوة   8.5-8.8 درجة على مقياس ريختر في عام 1762 في تمزيق جزء من قوة الدفع الهائلة لسوندا قبالة ساحل راخين. ربما كان سبب هذا الزلزال هو لإنضواء الصفيحة الهندية أسفل صفيحة بورما على طول قوة الدفع الهائلة. كما تتسبب بقايا الصفيحة الهندية المندسة أسفل وسط ميانمار في حدوث زلازل داخل الصفيحة . كان سبب زلزال باغان عام 1975 هو الصدع العكسي داخل الصفيحة الهندية على عمق متوسط يبلغ 120 كم (75 ميلًا).

## الزلزال

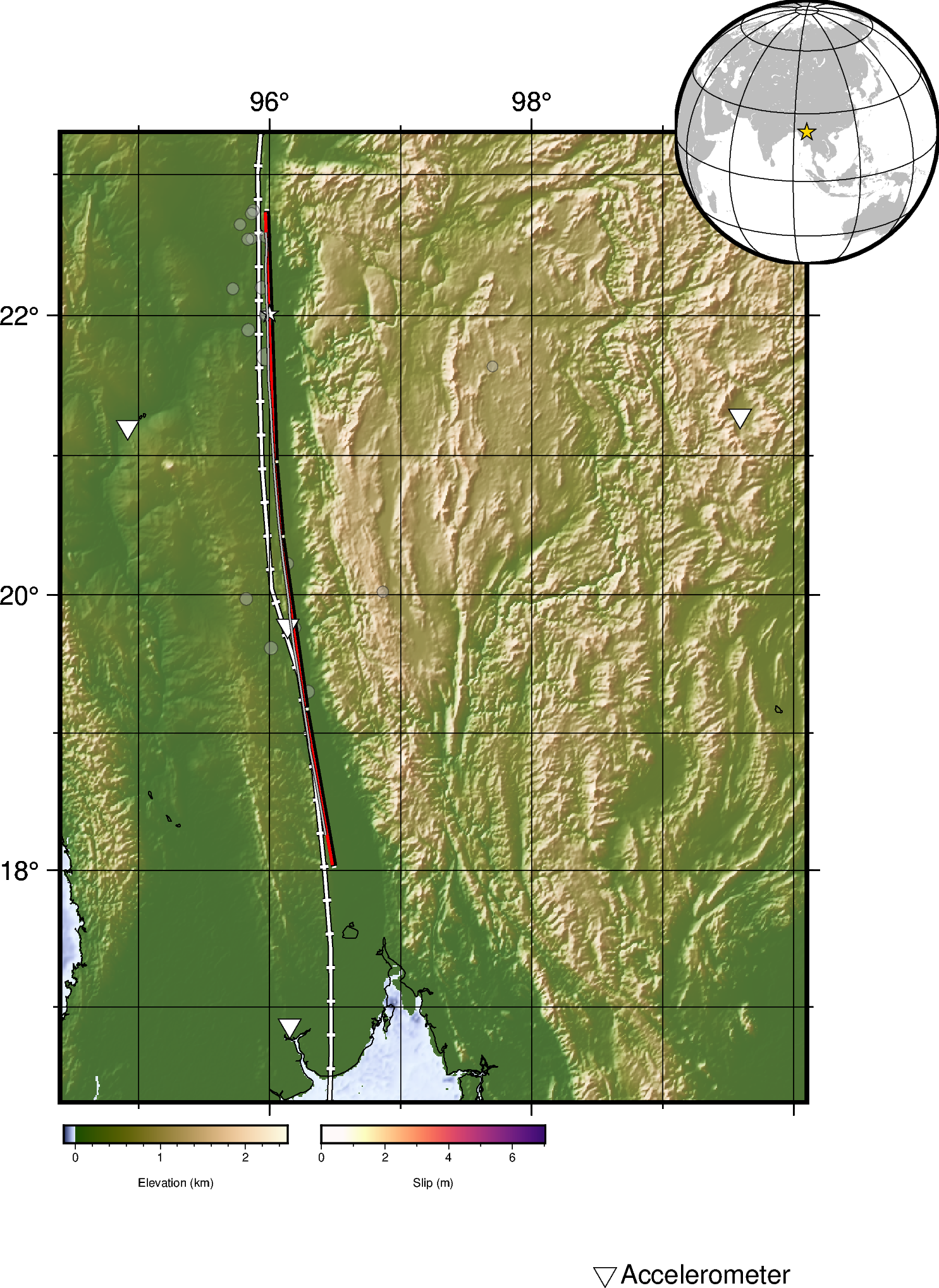
إسقاط سطح نموذج الصدع المحدود

وقع الزلزال في الساعة 12:50:54 بتوقيت ميانمار الرسمي وكان مركزه بالقرب من ماندالاي في منطقة الحدود ساجاينج بالقرب من منطقة الحدود بين ساجاينج وماندالاي، على بعد 14 كم (8.7 ميل) شمال غرب مدينة ساجينغ و16 كم (9.9 ميل) غرب ماندالاي، ثاني أكبر مدينة في ميانمار. وقد بلغت قوته 7.7 درجة على مقياس درجة العزم وفقًا لهيئة المسح الجيولوجي الأمريكية، بينما حددت إدارة الأرصاد الجوية التايلاندية قوته عند 8.2 درجة. وهو أكبر زلزال له مركز في ميانمار منذ زلزال مايميو عام 1912 (بلغت قوته 7.9 درجة). وأشار حل آلية البؤرة إلى أنه حدث بسبب صدع انزلاقي على عمق 10 كم (6.2 ميل). يتوافق نوع الصدع مع التمزق في صدع ساجاينج. وفقًا لنموذج الصدع المحدود الذي أصدرته هيئة المسح الجيولوجي الأمريكية، امتد صدع الزلزال حوالي 200 كم (120 ميلًا) في 35 كم (22 ميلًا) من بلدة خين يو في ساجاينج إلى بلدة ليتبادان في منطقة باجو، مع تسجيل انزلاق أقصى بلغ 5.088 مترًا (16.69 قدمًا) شمال غرب تادا يو ، جنوب مركز الزلزال. تبع الزلزال خمس هزات ارتدادية فقط، كان أكبرها بقوة 6.4 ميجا بايت وحدث بعد 12 دقيقة من الهزة الرئيسية.
حددت دراسة أجراها نوبو هورووكاوا وفيو ماونج ماونج في رسائل الأبحاث الجيوفيزيائية فجوتين زلزاليتين على طول صدع ساجاينج. تقع إحدى هذه الفجوات في وسط ميانمار بين 19.2 درجة شمالًا و21.5 درجة شمالًا المقابلة لشريحة ميكتيلا. وخلص الاثنان إلى أن هذه الفجوة التي يبلغ طولها 260 كم (160 ميلًا) يمكن أن تنتج زلزالًا بقوة 7.9 درجة إذا انكسر تمامًا. ربما كان شريحتا ميكتيلا وساجينج (إلى الشمال) مصدر زلزال آفا عام 1839. ويُعتقد أنه تمزق 285-325 كم (177-202 ميل) من الصدع على كلا الشريحتين. تشير دراسة توزيع شدة الزلازل إلى أن المقدار المقدر لحدث عام 1839 كان 7.9 درجة. قال عالما الزلازل جوديث هوبارد وكايل برادلي إن هذه الفجوة الزلزالية تقع بين صدع عام 1929 (نايبيداو سيمنت) و1956 (قطاع ساجاينج الجنوبي). وقال الاثنان إن هذا الزلزال ربما يكون قد مزق الفجوة الزلزالية جزئيًا بناءً على تحليلهما لنموذج الصدع المحدود الأولي الذي أجراه المسح الجيولوجي الأمريكي. يتوافق مدى الصدع مع قطاعي ميكتيلا وساجينج ويتداخل مع مدى تمزق زلزال عام 1839. يبدو أيضًا أن مدى الصدع المتورط في زلزال بقوة 7.1 درجة على مقياس ريختر عام   1956 قد تحرك خلال حدث 28 مارس 2025. وقدرا أن صدع 28 مارس 2025 ينتهي في الشمال جنوب صدع زلزال شويبو عام 2012 (الذي حدث في قطاع ساجاينج المركزي).
ضربت البلاد عدة زلازل أقل قوة خلال شهر مارس، مما أدى إلى وقوع هذا الزلزال. في الأسبوع الأول من مارس وحده، ضربت ثمانية زلازل يانغون ومنطقة أياروادي وولاية شان، مما أثار مخاوف عامة.

### الشدة
وفقًا لمحاكاة هيئة المسح الجيولوجي الأمريكية قُدِّر أن أقصى شدة معدلة لميركالي (MMI) للهزة الرئيسية قد وصلت إلى MMI IX (عنيفة) في مناطق ماندالاي وساجينج وباجو ونايبيداو القريبة من منطقة الصدع؛ وتعرض ما يقدر بنحو 2.46 مليون شخص لهزة MMI IX بشكل عام. كما وصلت MMI إلى VIII (شديدة) في ولايتي كاشين وشان، وVII (قوية جدًا) في منطقة ماجواي، وVI قوية) في الأقسام الإدارية يانغون وكاشين ومون وكايا وأياروادي. تم تسجيل MMI V (متوسطة) في بانكوك وتشيانغ ماي في تايلاند ، ومحافظة ديهونغ داي وجينغبو ذاتية الحكم في الصين، وإيمفال في الهند. بشكل عام، قُدِّر أن الغالبية العظمى من سكان ميانمار تعرضوا لمستويات اهتزاز لا تقل عن MMI V (متوسط) وقُدِّر أن ما يقرب من 22.04 مليون شخص، أو أكثر من 40 في المائة من سكان البلاد، تعرضوا لمستويات اهتزاز تتجاوز MMI VI ( قوي ) في 12 من التقسيمات الإدارية الخمسة عشر. وفي تايلاند، شعر بالاهتزاز في 63 من محافظات البلاد البالغ عددها 77 محافظة.

## التأثير

### ميانمار

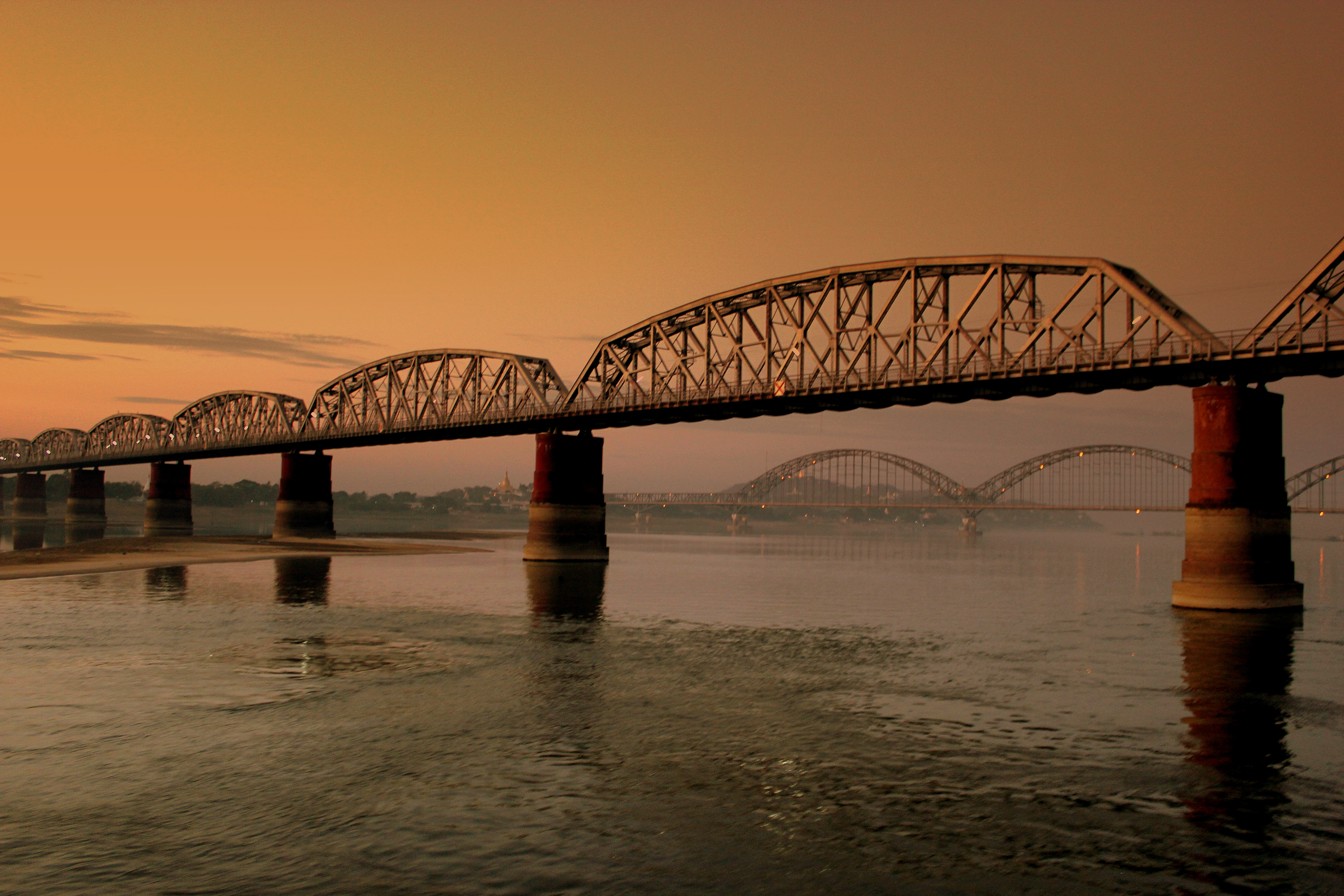
جسر آفا في منطقة ماندالاي

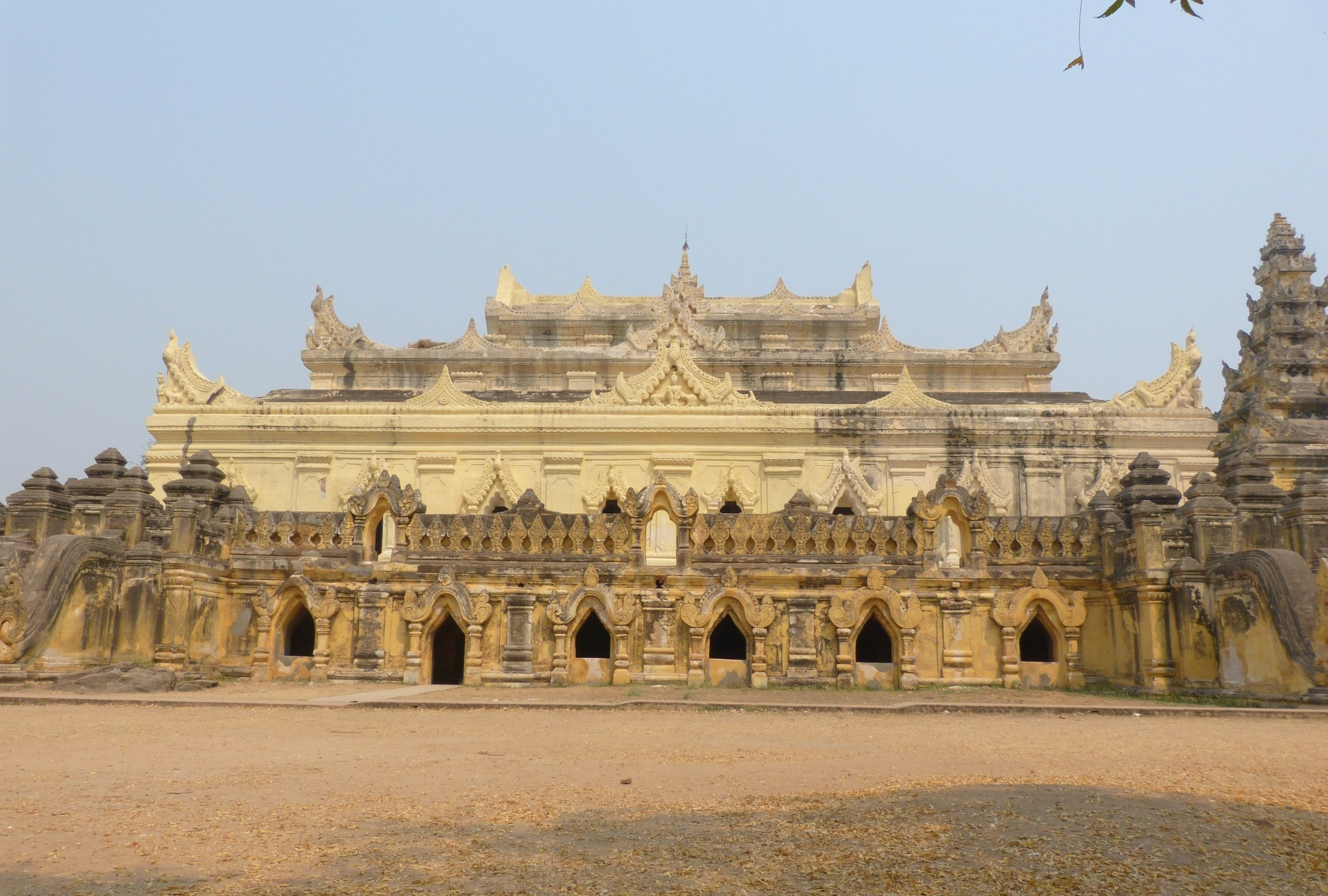
دير ماها أونغمي بونزان التاريخي، إنواانهارت المبنيان الموضحان هنا من عام 2013 أثناء الزلزال

وفقًا للبيانات التي جمعتها منظمة صوت بورما الديمقراطي، لقي ما لا يقل عن 2600 شخص حتفهم، بما في ذلك أكثر من 1790 في ماندالاي، و402 في نايبيداو، و314 في ساجينج، و79 في شان، و35 في باجو. وقد قدرت المجلس العسكري في ميانمار عدد القتلى بأكثر من 1700، بينما كان 300 في عداد المفقودين وأكثر من 3400 مصاب. وقالت هيئة الإذاعة إنه لا يزال يتم الحصول على إحصاءات الضحايا. تم الإبلاغ عن وفيات في باغو وماندالاي، وشان، ونايبيداو، وساجينغ. وأفادت التقارير بوقوع وفيات في باغو وماندالاي وشان ونايبيداو وساجينغ. وتعطلت البنية التحتية للهاتف والإنترنت في جميع أنحاء البلاد. هز الزلزال المدن والبلدات بما في ذلك يانغون وماندالاي ونايبيداو وساجينغ وأونغبان وباغو وكالاي وموس وكيوكس ويينمابين. وظلت تقديرات الضحايا في المناطق الريفية نادرة. وقدرت منظمة عموم ميانمار الإسلامية الدينية أن ما لا يقل عن 250 شخصًا لقوا حتفهم حيث انهار أكثر من 50 مسجدًا أثناء صلاة الجمعة. وقالت حكومة الوحدة الوطنية في ميانمار إن ما لا يقل عن 2970 مبنى سكني و 150 مبنى دينيًا و30 طريقًا وسبعة جسور تضررت بشدة أو دمرت في جميع أنحاء البلاد.
في ماندالاي، توفي أكثر من 1790 شخصًا، وأصيب 1670 شخصًا، وفقد أكثر من 1000 شخص، ويُعتقد أن نصف المباني قد تضررت بشدة أو دمرت. وفي مطار ماندالاي الدولي، انهارت الأسقف وحدثت بعض الأضرار في الطابق السفلي. وانهارت المباني في حرم جامعة ماندالاي أو اشتعلت فيها النيران مع احتجاز العديد من الأشخاص في الداخل. وتسبب حريق هائل آخر في حي سين بان في تحويل المكان بالكامل تقريبًا إلى الأرض كما انهار جسر دوكتاوادي الذي يعبر نهر ميتنجي على طريق يانغون-ماندالاي السريع بالقرب من إينوا مع سقوط الأبراج الداعمة. وأفادت التقارير أن بعض المركبات كانت على الجسر وقت وقوع الزلزال وسقطت في النهر، على الرغم من عدم تأكيد وقوع إصابات حتى الآن. وأسفر انهيار مسجد عن مقتل 20 أشخاص وإصابة العديد من الرهبان عندما انهار دير في المدينة. وفي المجمل، تم تدمير أكثر من 30 مسجدًا في ماندالاي، بعضها يزيد عمره عن قرن من الزمان، مما أسفر عن العديد من الوفيات. ولم يُسمح بإصلاح بعض المساجد المتضررة منذ عام 1962. حوصر أكثر من 600 راهب تحت معبد يو هلا ثين المنهار أثناء أدائهم للامتحانات، وتوفي 80 منهم. انهار مبنى سكاي فيلا السكني المكون من 12 طابقًا في بلدة أونغميتازان تدريجيًا، مما أسفر عن مقتل تسعة أشخاص وحبس 90 آخرين.
في بلدة ماها أونغ مياي، انهار متجر شاي مكون من طابقين، مما أدى إلى محاصرة حوالي 70 شخصًا. بالإضافة إلى ذلك، انهار أيضًا متجر لإكسسوارات السيارات مكون من ثلاثة طوابق في بلدة بيغييداجون، مما أدى إلى محاصرة أكثر من 10 موظفين، وفي نفس البلدة، تم هدم مبنى قيد الإنشاء، مما أسفر عن مقتل ثمانية واحتجاز العديد من الآخرين. كما نُسبت حالتا وفاة إلى انهيار مسجد ومبنى جامعي في بلدة بياوبوي. كما دُمر دير ماها أونغ مي بونزان. كما عانى قصر ماندالاي ومعبد ماهاموني من أضرار هيكلية كبيرة. كما وردت أنباء عن انهيار سد في ماندالاي، مما تسبب في حدوث فيضانات، بينما تضررت أجزاء من طريق ماندالاي-يانجون السريع. في ياميثين، تم الإبلاغ عن 40 حالة وفاة و60 إصابة، بينما تم تأكيد 30 حالة وفاة و 732 إصابة في كياوكسي وتوفي ستة آخرون في بياوبوي. في ميكتيلا، تعرضت المنازل والمباني الدينية لانهيار هيكلي. أبلغت فرق البحث والإنقاذ عن 100 حالة وفاة في قرية بون أوي. كما تم هدم المنازل والمعابد في بلدة ماديا.
في بلدة ساجينغ، قُتل ما يقرب من 50 شخصًا، وأصيب 300 آخرون، ودُمر 80 بالمائة من المباني. انهار جزء كبير من جسر آفا. ومن بين المساجد الخمسة في مدينة ساجاينج، انهار أربعة بسبب الزلزال. تضررت المعابد التاريخية في بلدة تشاونج يو التي تسيطر عليها قوات الدفاع الشعبية، في منطقة ساجاينج الجنوبية الغربية بسبب الزلزال.
في بلدة زابوثيري، بالقرب من نايبيداو، تم الإبلاغ عن 204 حالة وفاة؛ وكان عدد من القتلى من موظفي الخدمة المدنية الذين لقوا حتفهم عندما انهارت شققهم. انهار برج مراقبة الحركة الجوية في مطار نايبيداو الدولي، مما أسفر عن مقتل ستة أشخاص ويقال إنه لم يترك أي ناجين في أعقاب الكارثة. انهارت الطرق بينما انهارت الأسقف جزئيًا في المدينة. كما تضررت العديد من المنازل والأضرحة الدينية. وصل "المئات" من المصابين إلى مستشفى بسعة 1000 سرير، بما في ذلك 20 شخصًا لقوا حتفهم. تضررت المقرات العسكرية ومباني البرلمان ومباني الإسكان الرسمية بشدة، مع انهيار العديد من المباني الحكومية، مما أسفر عن مقتل السكرتير الدائم لوزارة العمل والعديد من كبار المسؤولين الأجانب الآخرين. كما لحقت أضرار بمتحف خدمات الدفاع والمتحف الوطني في نايبيداو. تم اكتشاف ستة وثمانين جثة تحت أنقاض العديد من المباني والأديرة المنهارة في بينمانا.
تم الإبلاغ عن ما لا يقل عن 60 حالة وفاة في بلدة نياونغشوي بولاية شان؛ وأفادت التقارير عن العديد من القرى المبنية على ضفاف بحيرة إينلي. وفي كايلا، وهي قرية تضم أكثر من 1000 أسرة، دُمر ما لا يقل عن 75 بالمائة منها. كما أبلغت قريتا زارات جي وسيونغ وا جي عن دمار كبير. وقالت منظمة خيرية محلية إن العديد من الأشخاص لقوا حتفهم نتيجة انهيار المنازل أو الصعق بالكهرباء. وتم نقل 51 جثة إلى المستشفى ولكن لم يتمكن أحد من انتشال بعضها لأنها حوصرت تحت الماء. وفي أونغبان، قُتل شخصان وحوصر 20 آخرون بسبب انهيار فندق بينما أصيب 16 آخرون. ألقت طائرات مقاتلة كانت في طريقها لحملة قصف جوي أثناء الزلزال قنابل في الساعة 1:00 مساءً بتوقيت MMT في بلدة ناونغكيو بولاية شان مما تسبب في المزيد من الأضرار للقرى المتضررة بعد عشر دقائق من الزلزال الأول.
في بلدة تاونغو في باغو، أدى انهيار مدرسة إلى مقتل خمسة أطفال بينما لقي 14 آخرون حتفهم بسبب انهيار مسجد. وانهارت مدرسة أخرى كانت بمثابة مأوى للنازحين، مما أدى إلى محاصرة أكثر من 20 شخصًا. وفي بيو، توفي أربعة أفراد من عائلة واحدة عندما انهار جدار منزلهم. وفي يانجون، وقعت أضرار طفيفة، وتعرضت بعض المباني للانهيار، وانقطعت خطوط الهاتف.

### تايلاند

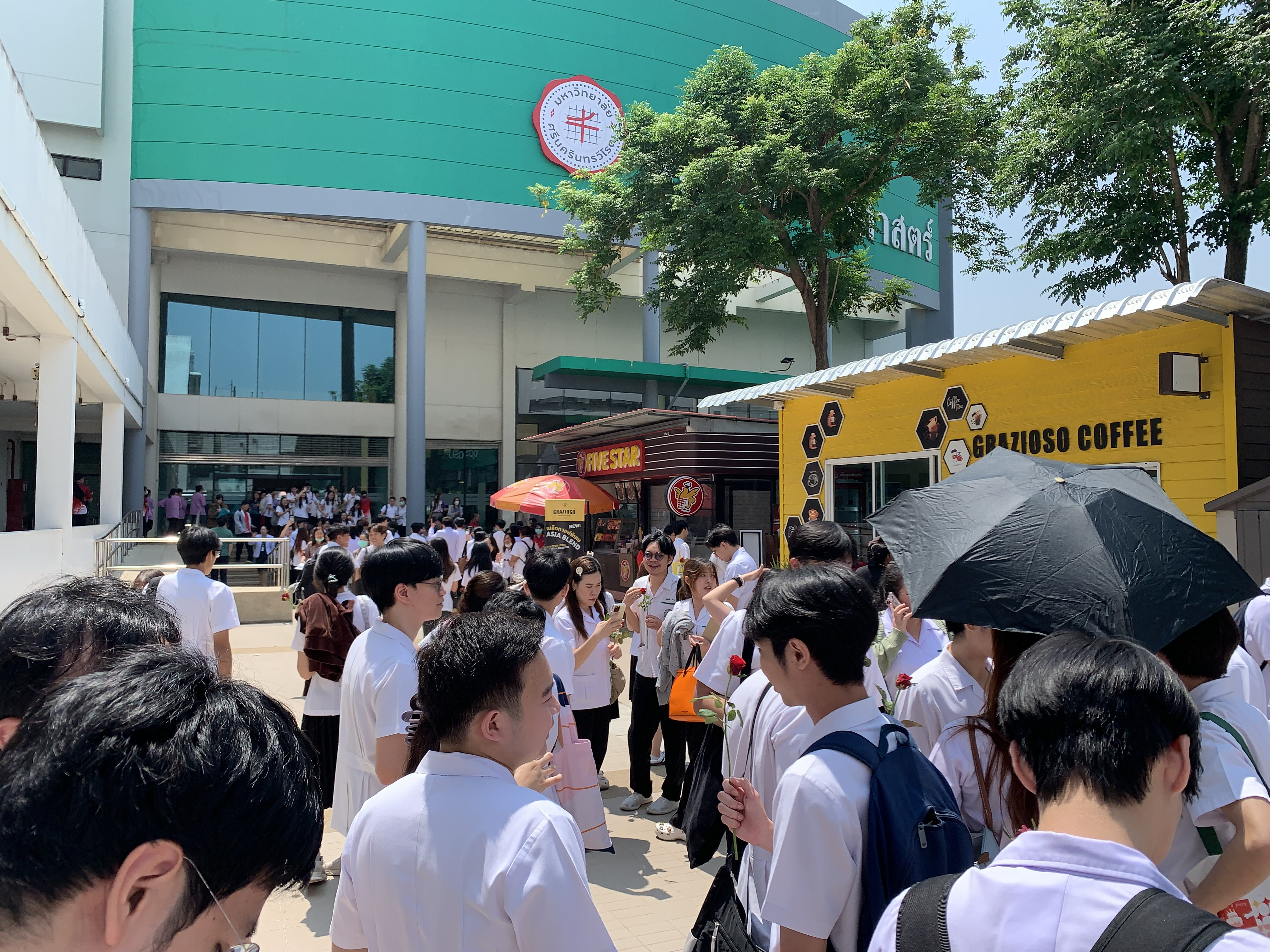
في كلية الطب، جامعة سريناخارينوروت في أونجخاراك، تايلاند

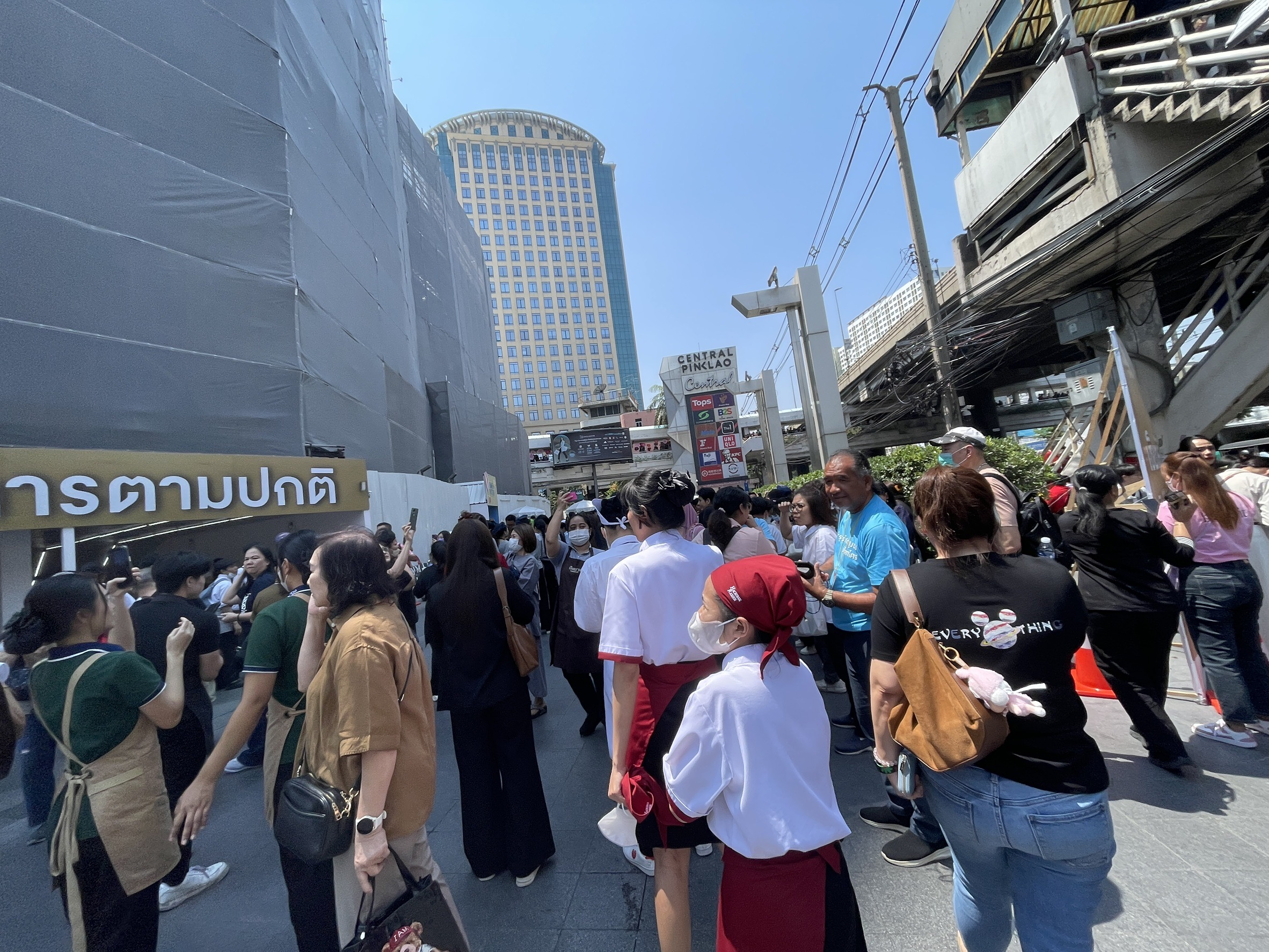
في متجر مركزي في خيت بانكوك نوي، بانكوك، تايلاندعمليات إخلاء في تايلاند بسبب الهزات الأرضية؛ كلا الموقعين المصورين يبعدان حوالي 1000 كيلومتر عن مركز الزلزال

في جميع أنحاء تايلاند، تسبب الزلزال في مقتل 11 شخصًا على الأقل وإصابة 68 آخرين. وأفادت التقارير عن أضرار في 14 مقاطعة، معظمها في الشمال. وفي بانكوك، تسبب الزلزال في اهتزاز المباني، مما أدى إلى حالة من الذعر بين السكان. وقال خبير في الهندسة الإنشائية إن أي مباني تم بناؤها قبل عام 2007 من غير المرجح أن تكون مصممة لمقاومة الزلازل وأن أقل من 10% من المباني في بانكوك مقاومة للزلازل.

صورة من كاميرا لوحة القيادة لمبنى مكتب التدقيق الحكومي في بانكوك أثناء انهياره

في بانكوك، انهار مبنى مكون من 30 طابقًا تابع لمكتب التدقيق الحكومي كان قيد الإنشاء في منطقة شاتوشاك، مما أسفر عن مقتل ثمانية عمال وإصابة تسعة آخرين، بينما ظل 79 في عداد المفقودين، حتى ظهر اليوم التالي. توفي عامل بناء آخر بعد سقوط رافعة بناء في موقع سكني في بانج فو. سقطت رافعة أخرى على طريق تشالوم ماها ناخون السريع في منطقة دين داينج، مما تسبب في إغلاق الطريق. توفي طفل رضيع يبلغ من العمر شهرًا واحدًا في حالة حرجة على الرعاية الداعمة في معهد الملكة سيريكيت الوطني لصحة الطفل أثناء إخلاء المرضى من المبنى. في منطقة موينج نونثابوري، محافظة نونثابوري، توفي شخص واحد أثناء الزلزال؛ وقد تم التكهن بأنه بسبب الخوف. انقطع جسر سماوي يربط ثلاثة أبراج سكنية فاخرة شاهقة الارتفاع في مجمع بارك أوريجين ثونجلور السكني بسبب هزة أرضية، مما تسبب في سقوط الحطام بينما تسربت المياه من حمامات السباحة على أسطح المباني، بالإضافة إلى العديد من المباني الأخرى. كما تم الإبلاغ عن حادث حريق واحد، والذي كان سببه موقد تركه السكان الفارون دون مراقبة.
وصف نائب رئيس الوزراء فومتام ويتشاي تشاي الهزة بأنها غير مسبوقة في بانكوك منذ 100 عام. وقد أثارت حالة من الذعر على نطاق واسع بين شاغلي المباني الشاهقة، حيث سارع الكثير منهم للخروج إلى الشوارع. تم إخلاء معظم المباني، وإغلاق الأماكن العامة. تم تعليق جميع خطوط النقل السريع ليوم واحد، وتوقفت حركة المرور على الطرق، وظلت مزدحمة بشدة حتى الليل. أفاد حاكم بانكوك في اليوم التالي أن أكثر من 2000 من السكان قد قدموا تقارير عن وجود شقوق في مبانيهم إلى منصة الإبلاغ التابعة لإدارة العاصمة بانكوك، بينما خططت لتفتيش 700 مبنى في جميع أنحاء المدينة.
في شيانغ ماي، تعرضت العديد من المباني السكنية ومستشفى ماهاراج ناكورن شيانغ ماي من الشقوق. في لامبانغ، أصيب مستشفى لامبانج بتشققات في الجدران وانهيار في الأسقف. في ماي هونغ سون، انهار جناح في موقع سياحي وسقطت الأشجار. تم تسجيل أضرار للمواقع الدينية والثقافية في مقاطعات لامبانج ونان وتشيانغ ماي ولامفون.

### أماكن أخرى

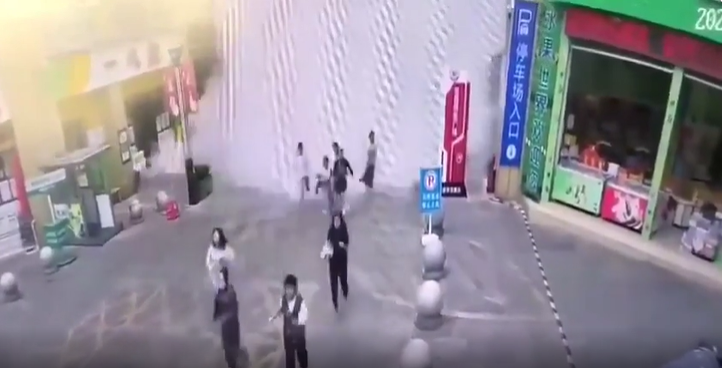
لقطة من كاميرا مراقبة تظهر انهيار مسبح لا متناهي على سطح مبنى، مما أدى إلى جرف حشد من الناس في مقاطعة يونان، الصين

في مقاطعة يونان الصينية، شعر الجميع بالزلزال بقوة في جميع أنحاء المقاطعة. أصيب شخصان في مدينة رويلي الحدودية، بينما تم إنقاذ تسعة آخرين بعد أن حوصروا في مصعد. كما شعرت مقاطعات أخرى، بما في ذلك قويتشو وقوانغشي وسيتشوان، بالزلزال. تضرر حوالي 847 منزلًا بسبب الزلزال في رويلي، مما أثر على 2840 شخصًا. صرحت وزارة الخارجية في الصين أنه لم يُقتل أي مواطن صيني في الزلزال.
وقد شعر الناس بالهزات في مختلف أنحاء بنغلاديش، بما في ذلك مدن مثل دكا وسيلهيت وراجشاهي وشيتاجونج، مما تسبب بذعر الناس وإخلاء المباني.
في الهند، شهدت منطقة العاصمة الوطنية دلهي اهتزازات، مما دفع الناس إلى إخلاء المباني. وشهدت الولايات الشمالية الشرقية، ولا سيما ميغالايا، هزات ارتدادية ملحوظة مع اهتزاز بقوة 4.0 درجة تم الإبلاغ عنه في تلال جارو الشرقية. كما شعر السكان بالهزات في مدن مثل كولكاتا وإيمفال. وفي سونداربانس وباسيرهات، أبلغ السكان عن اهتزاز المسطحات المائية الطبيعية.
وفي فيتنام، شعر الناس بالزلزال في هانوي ومدينة هو تشي منه، وكذلك في فيينتيان في لاوس، مما تسبب في إخلاء الناس من المباني. كما تم الإبلاغ عن هزات أرضية في كمبوديا والولايات الماليزية الشمالية بينانج وقدح وكلنتن.

## التبعات
نام العديد من السكان في ماندالاي في الشوارع خلال الليلة الأولى بعد الزلزال بسبب الهزات الارتدادية المستمرة. في 29 مارس، كان رجال الإنقاذ لا يزالون يعملون لانتشال ما لا يقل عن 90 شخصًا محاصرين في إحدى الشقق السكنية التي انهارت. ووفقًا لأحد أعضاء الصليب الأحمر، تم انتشال تسع جثث و44 ناجيًا من تحت الأنقاض. وصل مستشفى ماندالاي العام إلى سعته القصوى وتلقى العشرات من المرضى المصابين العلاج خارج المبنى. كانت جهود الإنقاذ في ساجاينج ضئيلة، ويرجع ذلك جزئيًا إلى انهيار محطة الإطفاء التي حوصر فيها أفراد الطوارئ وعدم وجود جسر آمن للوصول من ماندالاي. انتشرت الحرائق أيضًا عبر أحياء ثانوك وسين بان وماها أونغثان الغربية حيث تحولت الأخيرة إلى رماد بالكامل، وفقًا لسكان ماندالاي. استمر إغلاق الطرق ونقص الوقود في ماندالاي في إعاقة جهود الإنقاذ.
تعطلت خدمات الاتصالات في يانغون منذ وقوع الزلزال حتى ما بعد الساعة 22:00 بتوقيت MMT. لم تكن الكهرباء متوفرة إلا بشكل متقطع، وفي البلدات الأبعد لم تكن متوفرة على الإطلاق. واصلت القاعدة الجوية في مونيوا كبرى مدن الإقليم عملياتها ضد بلدة تشاونج يو التي تسيطر عليها المقاومة، ونشرت هجومًا بالمظلات في الساعة 19:00 بتوقيت MMT في يوم الزلزال. في اليوم التالي، استأنف المجلس العسكري القصف الجوي على الأراضي التي تسيطر عليها قوات المقاومة في كارين وشمال شان وباجو وساجاينج. وقالت قوات الدفاع الشعبي ، وهي قوة متمردة، إنها ستلتزم بوقف جزئي لإطلاق النار لمدة أسبوعين بدءًا من 30 مارس. وعلى الرغم من ذلك، شن المجلس العسكري حملة قصف في بلدة باوك ، منطقة ساجاينغ.
في بانكوك، عُلِّقت التداولات في بورصة تايلاند. ولم تُبلِّغ وزارة المالية عن أي خسائر كبيرة في الاقتصاد أو البنية التحتية المالية أو النظام المالي. ومع ذلك، انخفض البات التايلاندي بنسبة 0.2% مقابل الدولار الأمريكي.
أصدرت مراقبة الحركة الجوية التايلاندية أمرًا بحظر الطيران على مستوى البلاد لجميع المطارات،  كما تم تعليق خدمات القطارات بين بانكوك وشمال وشمال شرق تايلاند. استؤنفت خدمات قطار BTS Skytrain والطرق "طويلة المدى" بحلول مساء يوم 28 مارس. استأنف خط MRT الأزرق والخط البنفسجي عملياتهما في صباح يوم 29 مارس، تلاهما الخط الأصفر في 30 مارس، بينما ظل الخط الوردي مغلقًا بسبب خلع سكة الطاقة في مين بوري. تم نشر المفتشين في جميع أنحاء بانكوك للتحقق من سلامة المباني.
في 29 مارس/آذار، أفاد رجال الإنقاذ بالعثور على 15 شخصًا على الأقل أحياءً لكنهم محاصرون تحت أنقاض مبنى مكتب التدقيق الحكومي في منطقة شاتوشاك. ويُعتقد أن العديد من العمال المحاصرين مهاجرون من ميانمار. استخدم رجال الإنقاذ طائرات بدون طيار وكلابًا بوليسية ورافعات لتنفيذ عملياتهم. كما زار أفراد عائلات المحاصرين موقع الانهيار. وفي وقت لاحق من ذلك اليوم، كان لا يزال العديد من الأشخاص مدفونين تحت أنقاض المباني المنهارة في نايبيداو.
في 31 مارس 2025، أعلنت المجلس العسكري فترة حداد وطني تستمر حتى 6 أبريل 2025. وتم عقد دقيقة صمت في الساعة 12:51:02 بتوقيت MMT، وهو الوقت المحدد الذي حدث فيه الزلزال، في 1 أبريل.

## الاستجابة الإنسانية

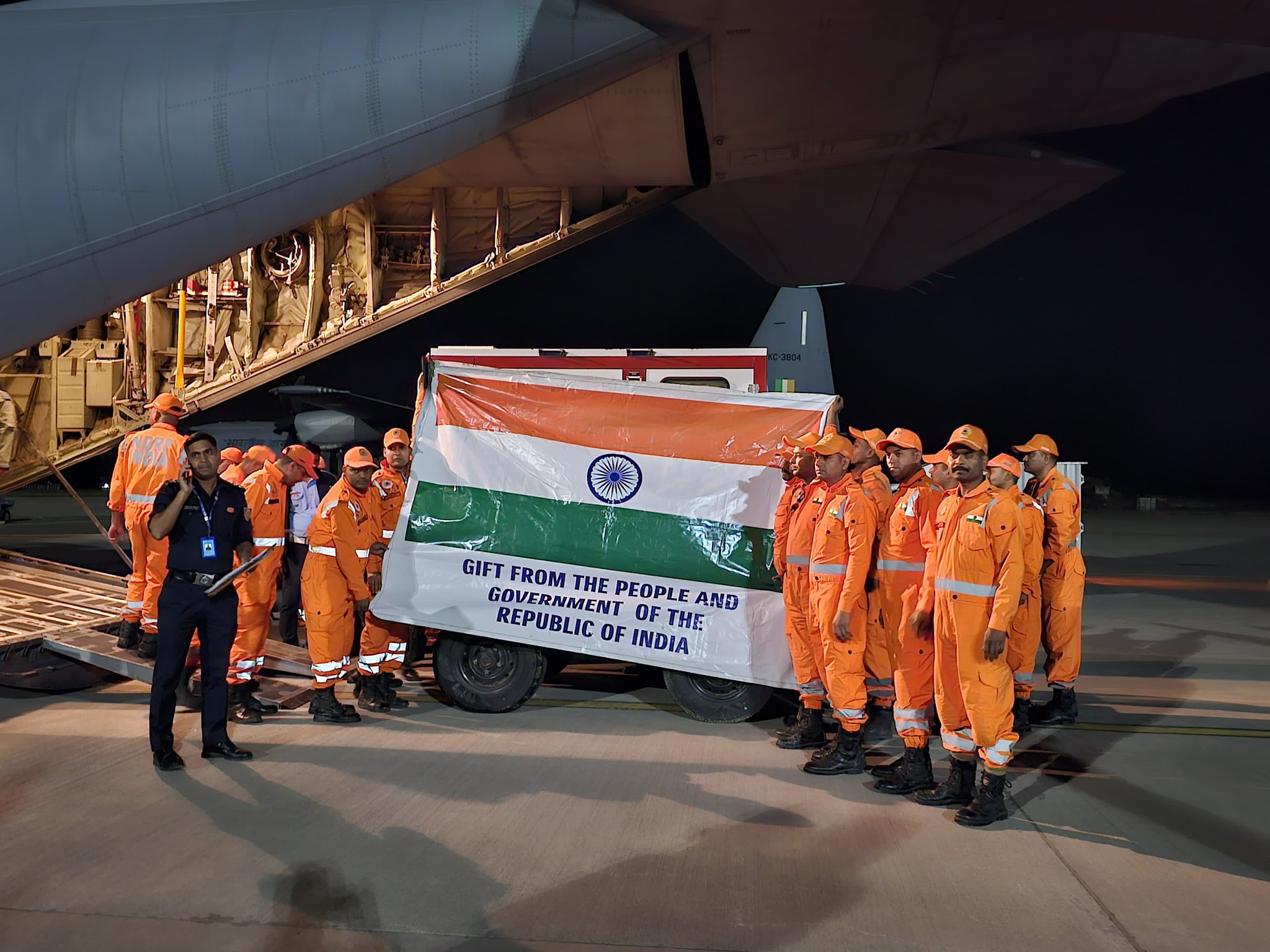
مسؤولون من البحرية الهندية يقومون بتحميل السفينتين INS Satpura و INS Savitri بـ 40 طناً من المساعدات الإنسانية في إطار "عملية براهما"، متجهين إلى ميناء يانغون

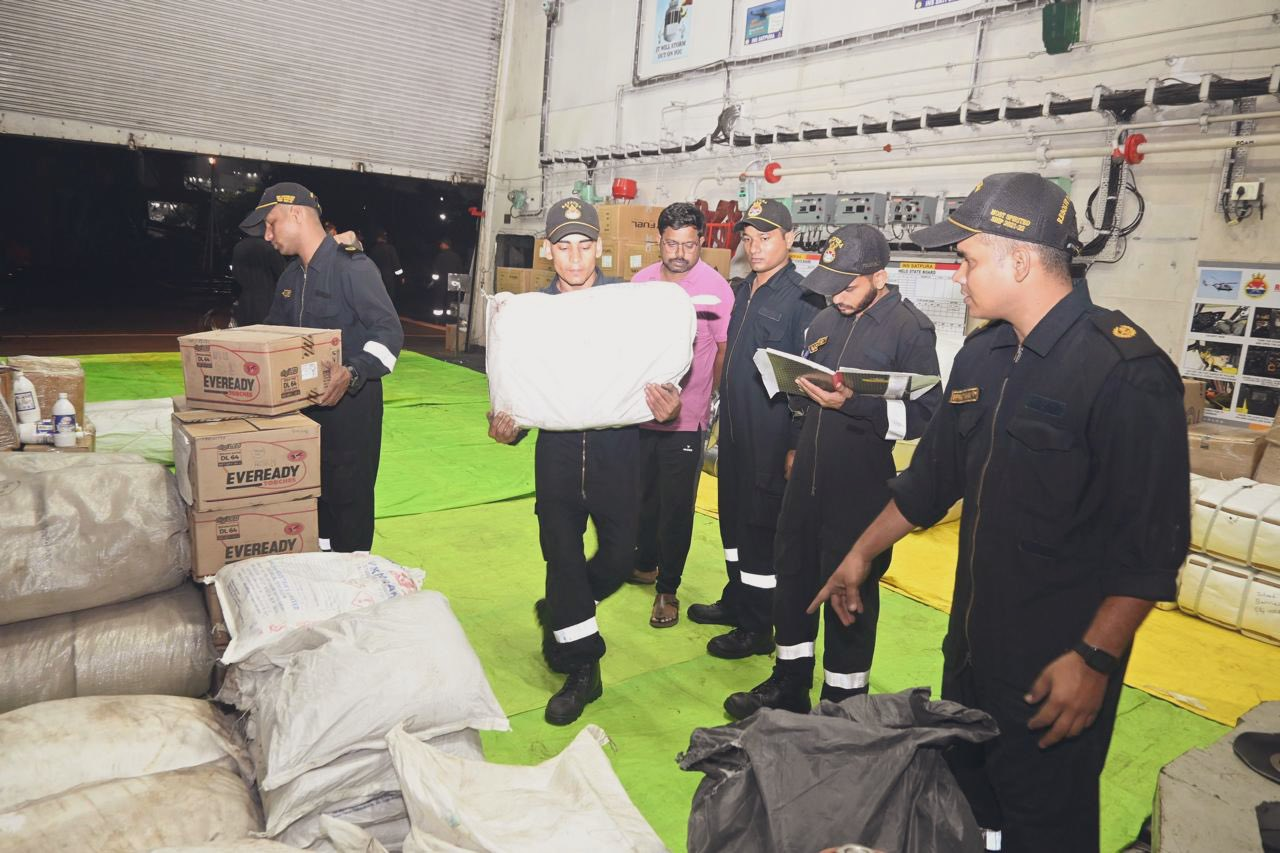
يتكون الجسر الجوي الذي قدمته القوات الجوية الهندية من متطوعي قوة الدفاع الوطني ومعدات لعمليات الإنقاذ

### ميانمار
أعلنت المجلس العسكري في ميانمار حالة الطوارئ في ست مناطق، بما في ذلك ساجينج، وماندالاي، وباجو، وماجواي، وولاية شان، ونايبيداو، عقب الزلزال. وزار زعيم المجلس العسكري، مين أونغ هلاينج، مستشفى في نايبيداو لتقييم علاج المصابين. كما طلب المجلس العسكري مساعدات إنسانية دولية للمساعدة في أعقاب الكارثة. وصرح الجنرال زاو مين تون بأن العديد من المستشفيات في ماندالاي، ونايبيداو، وساجينج استقبلت عددًا كبيرًا من المرضى المصابين وكانت بحاجة إلى متبرعين بالدم.
اجتمعت حكومة الوحدة الوطنية في ميانمار (NUG) لتنسيق جهود الإغاثة العاجلة الطارئة ودعت إلى تقديم مساعدات دولية. وشجّع بيانهم السكان على البقاء يقظين لاحتمالية حدوث هزات ارتدادية. وفي اليوم التالي للزلزال، أعلنت حكومة الوحدة الوطنية عن توقف الهجمات لمدة أسبوعين لتنسيق الجهود الإنسانية مع الأمم المتحدة والمنظمات غير الحكومية. وعلى الرغم من ذلك، واصل الجيش شن الغارات الجوية على القرى التي يسيطر عليها المتمردون، مما أثار إدانة من المقرر الخاص للأمم المتحدة المعني بحقوق الإنسان في ميانمار توم أندروز. وأُرسلت فرق الاستجابة للطوارئ من منطقة أيياروادي ويانغون إلى نايبيداو للمساعدة في جهود البحث والإنقاذ. ووصف المراسلون في ماندالاي عمليات الإنقاذ بأنها بطيئة مع نقص في الأفراد. ولا تزال العديد من المباني المنهارة دون تفتيش ولم يتم العثور على سوى عدد قليل من الناجين في المباني التي تم تفتيشها.
قبلت ميانمار المساعدات من الهند ومركز تنسيق المساعدات الإنسانية التابع لرابطة دول جنوب شرق آسيا بينما قالت الأمم المتحدة إنها ستقدم مبلغًا مبكرًا قدره 5 ملايين دولار أمريكي كمساعدات طارئة. في 29 مارس، وصل 37 عضوًا من فريق البحث والإنقاذ من يونان، الصين، إلى يانغون. سافر الفريق، إلى جانب أكثر من 100 من معدات الإنقاذ، إلى نايبيداو للمشاركة في مهام الإنقاذ.
وأرسلت القوات الجوية الهندية طائرة تحمل أكثر من 15 طنًا من مواد الإغاثة التي تحتوي على مأوى أساسي وإمدادات طبية. وتصاعدت الجهود مع تخصيص إمدادات إضافية ونشرها فيما أطلق عليه عملية براهما. وتعهدت كوريا الجنوبية بتقديم 2 مليون دولار أمريكي كمساعدات إنسانية، بينما تعهدت نيوزيلندا أيضًا بتقديم 2 مليون دولار نيوزيلندي.

#### تايلاند
قطعت رئيسة الوزراء التايلاندية بايتونجتارن شيناواترا حضورها في مؤتمر سياحي في محافظة بوكيت للعودة إلى بانكوك وعقدت اجتماعًا طارئًا بشأن الكارثة. وزارت لاحقًا موقع مبنى مكتب التدقيق الحكومي المنهار في تشاتوشاك وأمرت بتشكيل لجنة من الخبراء للتحقيق في الانهيار في غضون أسبوع. كما أعلنت أن الملكية التايلاندية ستضع المصابين بالزلزال تحت رعايتها. وقالت القوات المسلحة الملكية التايلاندية إنها ستنشر فريق بحث وإنقاذ مكونًا من 49 فردًا إلى ميانمار.

### المنظمات الدولية
تعهدت دول مختلفة بتقديم الدعم في شكل مساعدات إنسانية، قبلت ميانمار مساعدات من الهند ومركز تنسيق المساعدات الإنسانية التابع لرابطة دول جنوب شرق آسيا بينما قالت الأمم المتحدة إنها ستقدم مبلغًا مبكرًا قدره 5 ملايين دولار أمريكي كمساعدات طارئة. تم تفعيل الميثاق الدولي للفضاء والكوارث الكبرى من قبل مركز الأقمار الصناعية التابع للأمم المتحدة (يونوسات) نيابة عن مكتب الأمم المتحدة لتنسيق الشؤون الإنسانية (OCHA) في الساعة 10:21 بالتوقيت العالمي المنسق في 28 مارس، مما وفر تغطية واسعة النطاق للأقمار الصناعية الإنسانية. أطلق الاتحاد الدولي لجمعيات الصليب الأحمر والهلال الأحمر نداء طوارئ في 30 مارس لأكثر من 100 مليون دولار لمساعدة ضحايا الزلزال.

### الدول
الصين
وقالت السفارة الصينية في ميانمار إن البلاد ستخصص إمدادات بقيمة 13.77 مليون دولار أمريكي بما في ذلك الخيام والبطانيات والمستلزمات الطبية والمؤن وغيرها من العناصر. في 29 مارس، وصل 37 عضوًا من فريق البحث والإنقاذ من يونان، الصين، إلى يانغون. سافر الفريق، إلى جانب أكثر من 100 من معدات الإنقاذ، إلى نايبيداو للمشاركة في مهام الإنقاذ. في 30 مارس، أرسلت الصين 17 شاحنة محملة بالمأوى والإمدادات الطبية إلى ماندالاي. أرسلت هونغ كونغ مجموعة من 51 فردًا من أفراد البحث والإنقاذ وكلبين للإنقاذ. كما حمل الفريق تسعة أطنان من أجهزة الكشف عن الحياة ونظام هوائي لتتبع الأقمار الصناعية تلقائيًا من بين عناصر مهمة أخرى. نشرت السلطات في مقاطعة يونان 646 منقذًا و14 كلب بحث لعمليات الإنقاذ.
الهند
أطلقت الهند عملية إنقاذ باسم "عملية براهما"، وأرسلت فريقًا من 80 منقذًا من القوة الوطنية للاستجابة للكوارث إلى ميانمار عبر سفنها البحرية. كما أرسلت الهند فريقًا من 118 فردًا من العاملين في المجال الصحي للإنقاذ والعمليات الطبية. وسيبني الجيش الهندي أيضًا مستشفىً يضم 60 سريرًا ومركزًا للعلاج الطبي في المناطق المتضررة من الزلزال.
- كمبوديا: تعهدت كمبوديا بتقديم مساعدات أولية قدرها 100 ألف دولار أمريكي.[168]
- ماليزيا: أرسلت ماليزيا على الفور 50 عضوًا من فريق المساعدة والإنقاذ الماليزي الخاص في حالات الكوارث (SMART) للإغاثة في عملية الإنقاذ في ميانمار،[169][170][171] مع توفير مساعدات إنسانية بقيمة 10 ملايين رينغيت ماليزي (2.3 مليون دولار أمريكي).[172]
- نيوزيلندا: تعهدت نيوزيلندا أيضًا بتقديم 2 مليون دولار نيوزيلندي.[173]
- الفلبين: وقالت الفلبين إنها ستنشر 100 فرد من أفراد الاستجابة للطوارئ إلى ميانمار،[174] وأضافت أن أربعة من مواطنيها مفقودون في البلاد.[175]
- *  روسيا: كما أرسلت وزارة حالات الطوارئ في الاتحاد الروسي طائرتين على متنهما 120 طبيبًا وأفراد إنقاذ.[147]
- سنغافورة: أرسلت قوة الدفاع المدني السنغافورية فريقًا مكونًا من 80 فردًا للمساعدة في جهود الإنقاذ.[176]
- تايوان: وضعت وكالة الإطفاء الوطنية التايوانية 120 فردًا وستة كلاب في حالة تأهب للمساعدة في جهود الإنقاذ في ميانمار.[177] وتعهد الصليب الأحمر التايواني بتقديم 50 ألف دولار أمريكي كمساعدات،[178] بينما تعهدت منظمة فو قوانغ شان أيضًا بتقديم ما مجموعه 61,553 دولارًا أمريكيًا كمساعدات مالية ومادية للأسر في ميانمار مع التركيز بشكل خاص على منطقة ماندالاي. وقالت الخطوط الجوية الصينية إنها ستنقل إمدادات الإغاثة من الكوارث إلى تايلاند وميانمار مجانًا.[179]
- إندونيسيا: وقالت وزارة الدفاع الإندونيسية إن 12 طناً من المساعدات الإنسانية و39 عسكرياً تم نقلهم جواً إلى نايبيداو للمساعدة في تلبية الاحتياجات الطبية وبناء الملاجئ والبحث عن المفقودين.[180]
- كوريا الجنوبية: تعهدت كوريا الجنوبية بتقديم 2 مليون دولار أمريكي كمساعدات إنسانية إلى ميانمار.[181]
- الولايات المتحدة: صرّح الرئيس الأمريكي دونالد ترامب أن بلاده سترسل مساعدات إلى ميانمار، على الرغم من التخفيضات الأخيرة في المساعدات الخارجية.[182][183]
- المملكة المتحدة: أعلنت المملكة المتحدة عن حزمة مساعدات إنسانية بقيمة 10 ملايين جنيه إسترليني لميانمار.[184]
- فيتنام: نشر الجيش الشعبي الفيتنامي فريق إغاثة من الزلزال مكون من 80 عضوًا وصل إلى يانجون في 30 مارس.[185] وصل فريق مكون من 26 عضوًا من وزارة الأمن العام الفيتنامية في 31 مارس 2025 إلى مدينة ساجاينج في ميانمار، وبدأوا عمليات البحث والإنقاذ.[186] واستجابة لطلب ميانمار للمساعدة، عرضت فيتنام حزمة مساعدات طارئة بقيمة 300 ألف دولار لدعم جهود التعافي من الزلزال.[187]
- الإمارات العربية المتحدة: أعلنت الإمارات أنها أرسلت فريقا متخصصًا في البحث الإنقاذ يتكون من عناصر من شرطة أبوظبي والحرس الوطني وقيادة العمليات المشتركة سيعمل على دعم عمليات البحث عن الناجين وتقديم المساعدة للمتضررين إلى ميانمار للمساعدة.[188]